# Anastasija Bliznjuk
Anastasija Ilinitjna Bliznjuk (ryska: Анастасия Ильинична Близнюк), född den 28 juni 1994 i Zaporizjzja, Ukraina, är en rysk gymnast.
Hon tog var med och tog OS-guld i trupp i rytmisk gymnastik i samband med de olympiska gymnastiktävlingarna 2012 i London. Bliznjuk var även med och tog guld i trupp i rytmisk gymnastik vid gymnastiktävlingarna vid OS 2016 i Rio de Janeiro.
Vid olympiska sommarspelen 2020 i Tokyo tog Bliznjuk silver tillsammans med Anastasija Maksimova, Angelina Sjkatova, Anastasija Tatareva och Alisa Tisjtjenko i truppmångkampen.